# Nvidia G-Sync
G-Sync è una tecnologia di sincronizzazione adattiva proprietaria sviluppata da Nvidia. Consiste in un modulo hardware, implementato nei monitor che ne fanno uso, che consente allo stesso di sincronizzare la frequenza di aggiornamento con il numero di fotogrammi per secondo prodotti dalla scheda video. Questo processo serve per eliminare lo screen tearing, ovvero un problema di riproduzione dell'immagine per il quale il monitor mostra contemporaneamente più frame diversi sullo schermo, producendo righe orizzontali che compromettono la fluidità del video.

## Lista dei monitor compatibili con il G-Sync
| Marca     | Modello      | Risoluzione | Dimensione | Frequenza di aggiornamento alla risoluzione nativa | Tecnologia del pannello |
| --------- | ------------ | ----------- | ---------- | -------------------------------------------------- | ----------------------- |
| Acer      | X34 Predator | 3440x1440   | 34         | 100 Hz                                             | IPS                     |
| Acer      | XB270H       | 1920x1080   | 27"        | 144 Hz                                             | TN                      |
| Acer      | XB270HA      | 1920x1080   | 27"        | 144 Hz                                             | TN                      |
| Acer      | XB280HK      | 3840x2160   | 28"        | 60 Hz                                              | TN                      |
| Acer      | XB281HK      | 3840x2160   | 28"        | 60 Hz                                              | TN                      |
| Acer      | XB271HK      | 3840x2160   | 27"        | 60 Hz                                              | IPS                     |
| Acer      | XB321HK      | 3840x2160   | 32"        | 60 Hz                                              | IPS                     |
| Acer      | XB240HA      | 1920x1080   | 24"        | 144 Hz                                             | TN                      |
| Acer      | XB241H       | 1920x1080   | 24"        | 144 Hz (180 Hz overclock)                          | TN                      |
| Acer      | XB241YU      | 2560x1440   | 23.8"      | 144 Hz (165 Hz overclock)                          | TN                      |
| Acer      | XB270HU      | 2560x1440   | 27"        | 144 Hz                                             | IPS                     |
| Acer      | XB271HU      | 2560x1440   | 27"        | 144 Hz (165 Hz overclock)                          | IPS                     |
| Acer      | XB271HUA     | 2560x1440   | 27"        | 144 Hz (165 Hz overclock)                          | TN                      |
| Acer      | X34          | 3440x1440   | 34"        | 60 Hz (100 Hz overclock)                           | IPS                     |
| Acer      | Z271         | 1920x1080   | 27"        | 144 Hz                                             | VA                      |
| Acer      | Z301C        | 2560x1080   | 29.5"      | 144 Hz (200 Hz overclock)                          | VA                      |
| Acer      | Z35          | 2560x1080   | 35"        | 144~200 Hz                                         | VA                      |
| AOC       | G2460PG      | 1920x1080   | 24"        | 144 Hz                                             | TN                      |
| AOC       | AG271QG      | 2560x1440   | 27"        | 165 Hz                                             | IPS                     |
| AOC       | AG271UG      | 3840x2160   | 27"        | 60 Hz                                              | IPS                     |
| Asus      | PG348Q       | 3440x1440   | 34"        | 100 Hz                                             | IPS                     |
| Asus      | PG278Q       | 2560x1440   | 27"        | 144 Hz                                             | TN                      |
| Asus      | PG279Q       | 2560x1440   | 27"        | 144 Hz (165 Hz overclock)                          | IPS                     |
| Asus      | PG27AQ       | 3840x2160   | 27"        | 60 Hz                                              | IPS                     |
| Asus      | PG248Q       | 1920x1080   | 24"        | 144 Hz (180 Hz overclock)                          | TN                      |
| Asus      | PG258Q       | 1920x1080   | 24.5"      | 240 Hz                                             | TN                      |
| BenQ      | XL2420G      | 1920x1080   | 24"        | 144 Hz                                             | TN                      |
| Philips   | 272G5DYEB    | 1920x1080   | 27"        | 144 Hz                                             | TN                      |
| Dell      | S2716DG      | 2560x1440   | 27"        | 144 Hz                                             | TN                      |
| Dell      | S2417DG      | 2560x1440   | 24"        | 144 Hz (165 Hz overclock)                          | TN                      |
| Dell      | AW2518H      | 1920x1080   | 24.5"      | 240 Hz                                             | TN                      |
| ViewSonic | XG2703-GS    | 2560x1440   | 27"        | 144 Hz (165 Hz overclock)                          | IPS                     |

## Lista delle schede video compatibili con il G-Sync
| Architecture             | Architecture            | Architecture        | Architecture         |
| Kepler                   | Kepler (refresh)        | Maxwell             | Pascal               |
| ------------------------ | ----------------------- | ------------------- | -------------------- |
| GeForce GTX 650 Ti Boost | GeForce GTX 760         | GeForce GTX 745     | GeForce GTX 1050     |
| GeForce GTX 660          | GeForce GTX 770         | GeForce GTX 750     | GeForce GTX 1050 Ti  |
| GeForce GTX 660 Ti       | GeForce GTX 780         | GeForce GTX 750 Ti  | GeForce GTX 1060     |
| GeForce GTX 670          | GeForce GTX 780 Ti      | GeForce GTX 950     | GeForce GTX 1070     |
| GeForce GTX 680          | GeForce GTX Titan       | GeForce GTX 960     | GeForce GTX 1070 Ti  |
| GeForce GTX 690          | GeForce GTX Titan Black | GeForce GTX 965M    | GeForce GTX 1080     |
|                          | GeForce GTX Titan Z     | GeForce GTX 970     | GeForce GTX 1080 Ti  |
|                          |                         | GeForce GTX 970M    | GeForce GTX Titan X  |
|                          |                         | GeForce GTX 980     | GeForce GTX Titan Xp |
|                          |                         | GeForce GTX 980M    | GeForce RTX 3050     |
|                          |                         | GeForce GTX 980 Ti  |                      |
|                          |                         | GeForce GTX Titan X |                      |